# Ustavno sodišče Republike Hrvaške
Ustavno sodišče Republike Hrvaške (hrvaško: Ustavni sud Republike Hrvatske) je institucija, ki deluje kot tolmač in varuh hrvaške ustave in nadzoruje skladnost zakonov z ustavo ter nudi varstvo človekovih pravic in svoboščin državljanov, ki jih zagotavlja ustava. Dejansko velja za najvišjo sodno oblast, ker lahko razveljavi odločbe vrhovnega sodišča na podlagi ustavnih kršitev. Ne šteje za del sodne veje oblasti, temveč za sodišče sui generis, zato ga pogosto pogovorno imenujejo »četrta veja vlade«, skupaj s tradicionalnim modelom tristranske delitve oblasti na izvršno (Vlada / predsednik republike), zakonodajna (parlament) in sodna (vrhovno sodišče) veja.